# Uniszowice
Uniszowice – wieś w Polsce położona w województwie lubelskim, w powiecie lubelskim, w gminie Konopnica.
Wieś szlachecka położona była w drugiej połowie XVI wieku w powiecie lubelskim województwa lubelskiego. W latach 1975–1998 miejscowość administracyjnie należała do ówczesnego województwa lubelskiego.
Wieś stanowi sołectwo gminy Konopnica. Według Narodowego Spisu Powszechnego z roku 2011 wieś liczyła 699 mieszkańców.
Wierni Kościoła rzymskokatolickiego należą do parafii Wniebowzięcia Najświętszej Maryi Panny i św. Katarzyny Aleksandryjskiej w Konopnicy.

## Historia
Unieszowice notowane w roku 1409 jako „Unessouice” lub „Wnessouice”, w roku 1416 „Vnessow”, „Vnessouicze”, 1443 „Wnyeschowycze”, „Vneschouicze”, 1470-80 „Unyaschowycze”, 1529 „Nyessovicze”, Vnyessowycze – dziś Uniszowice.
Wieś stanowiła własność szlachecką w powiecie lubelskim, według Długosza w parafii Konopnica (Długosz L.B. t. II s.540) stanowiła rodową własność Unieszowskich herbu Rawa. W roku 1542 dziedzicem był Jan Unieszowski.
Na przełomie XVIII i XIX wieku właścicielem Uniszowic lub części wsi był Ignacy Morawicki (ok. 1756-1814), syn Andrzeja i Jadwigi ze Sroczyńskich, sędzia i obywatel miasta Lublina rodem z Wojnicza, nobilitowany w Rzeczypospolitej Polskiej w roku 1792. Potwierdzają to metryki parafialne w Konopnicy z tego okresu. Na mocy kontraktu kupna-sprzedaży z 24 października 1806 majątek przeszedł na własność Ludwiki Rozenbuszowej, która zapłaciła Morawickiemu 120 tysięcy złotych polskich.
Według Słownika geograficznego Królestwa Polskiego z roku 1892, Uniszowice stanowiły wieś i folwark w roku 1875 rozległy na 682 morgi. Wieś Uniszowice posiadała wówczas 17 osad i 27 mórg gruntu. Według spisu z roku 1827 było tu 12 domów i 137 mieszkańców. Natomiast spis powszechny z roku 1921 wykazał w Uniszowicach kolonii 29 domów i 232 mieszkańców, zaś we wsi Uniszowice 14 domów i 87 mieszkańców.

## Galeria

Uniszowice w fotografii
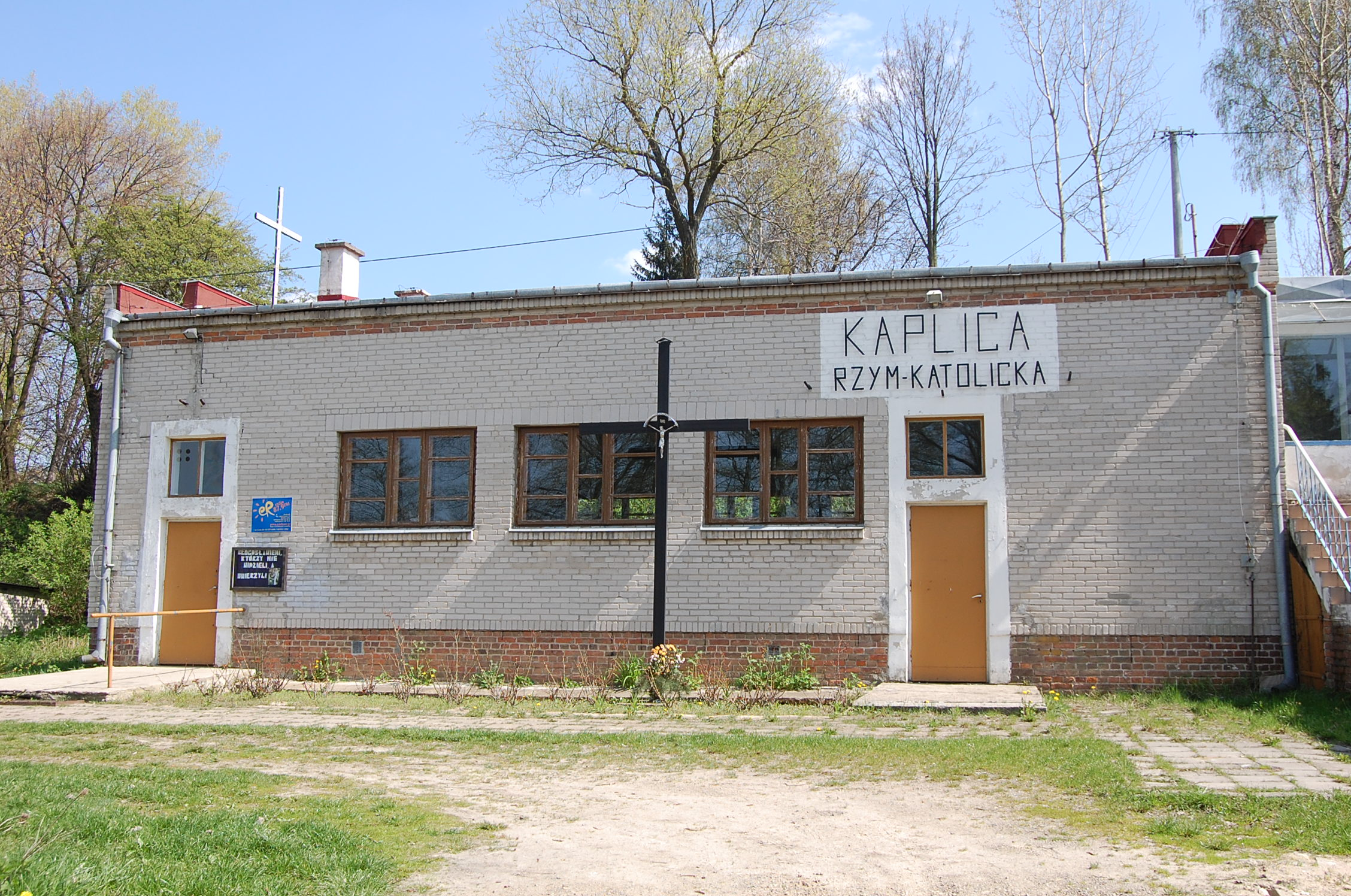
Kaplica rzymskokatolicka
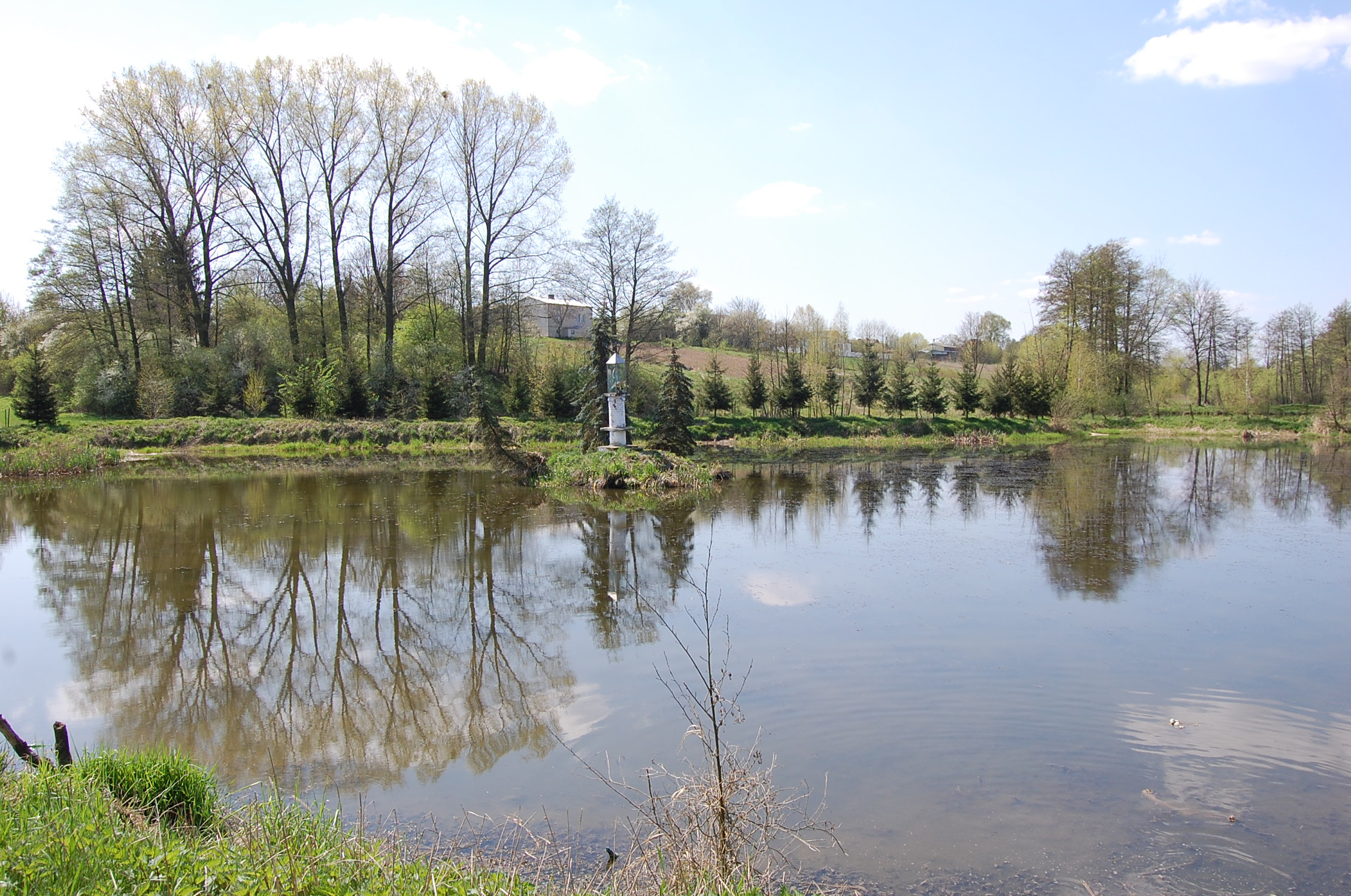
Staw w Uniszowicach. Na środku – kapliczka